# 寿駅

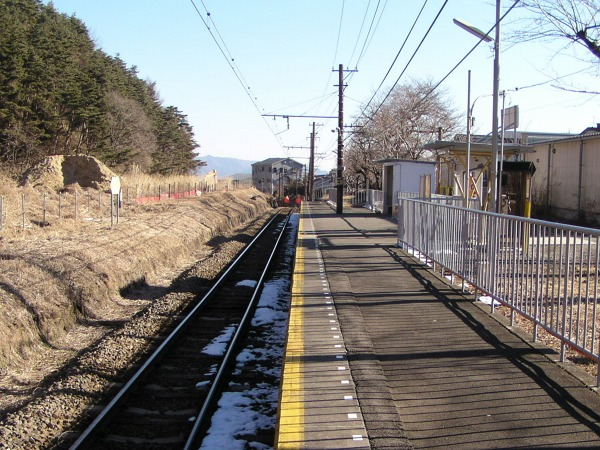
ホーム（2006年2月）

寿駅（ことぶきえき）は、山梨県富士吉田市上暮地にある、富士山麓電気鉄道富士急行線の駅である。駅番号はFJ12。
無人駅であるが縁起の良い駅名であるため、富士急行線内の各有人駅で当駅の入場券が縁起物として販売されている。

## 歴史
元の名称は暮地駅（くれちえき）であったが、後に現駅名に改称された。その理由は元の名称が「墓地」に似ていて不吉であったからであるとも言われている。

### 年表
- 1929年（昭和4年）6月19日：富士山麓電気鉄道の暮地駅として開業。
- 1960年（昭和35年）5月30日：社名変更により富士急行の駅となる。
- 1981年（昭和56年）1月11日：寿駅に改称[1]。
- 2015年（平成27年）3月14日：ICカード「Suica」の利用が可能となる[3]。
- 2022年（令和4年）4月1日：富士急行の鉄道事業分割に伴い、富士山麓電気鉄道の駅となる[4]。

## 駅構造
単式ホーム1面1線を有する地上駅。線路はほぼ北東から南西へ走っており、ホームは線路の南東側に設けられている。無人駅で駅舎は無いがホーム上にブロック積みの待合所が設置されているほか、入口には改札の柵を備えた短い上屋が設けられている。簡易Suica改札機が設置されているが、Suicaチャージ機や自動券売機は設置されていない。

## 利用状況
2013年度（平成25年度）の1日平均乗降人員は369人である。
近年の年間乗車人員、乗降人員の推移は以下のとおり。
| 年度   | 年間 乗車人員 | 年間 乗降人員 |
| ------ | ------------- | ------------- |
| 2002年 | 72,381        | 150,809       |
| 2003年 | 69,014        | 146,190       |
| 2004年 | 76,019        | 160,595       |
| 2005年 | 73,496        | 157,184       |
| 2006年 | 75,750        | 164,920       |
| 2007年 | 71,712        | 152,959       |
| 2008年 | 75,639        | 161,742       |
| 2009年 | 69,192        | 146,278       |
| 2010年 | 62,241        | 130,651       |
| 2011年 | 66,870        | 132,282       |
| 2012年 | 64,239        | 134,853       |

## 駅周辺
駅前を富士急行線の線路に並行して走っているのが国道139号で、この国道に沿って人家や工場などが見られる。シチズン電子の本社は当駅から非常に近く、徒歩でも5分とかからない距離である。
- 富士吉田市立富士見台中学校
- 富士吉田市立富士小学校
- 市営寿団地
- 上暮地郵便局
- 中央自動車道 富士吉田西桂スマートインターチェンジ

## バス路線
駅前の国道139号上にある「寿駅前」停留所にて、富士急バスの路線バス「タウンスニーカー」が発着している。「タウンスニーカー」は右回り・左回り共に一度当停留所から上暮地方面へ向かった後、再度当停留所を通った上でそれぞれの方向へ分かれ、富士山駅へ結ぶ。
- 上暮地・明見循環（右回り）：上暮地・向原・市立病院方面
- 上暮地・明見循環（左回り）：上暮地・白糸町・原方面

## 隣の駅
富士山麓電気鉄道
■富士急行線
三つ峠駅 (FJ11) - 寿駅 (FJ12) - 葭池温泉前駅 (FJ13)